# Тетраэтилгерманий
Тетраэтилгерманий — элементоорганическое вещество, простейшее алкилпроизводное германия с формулой Ge(C2H5)4, бесцветная жидкость.

## Получение
- Реакция хлорида германия с диэтилцинком:

{\displaystyle {\mathsf {GeCl_{4}+2Zn(C_{2}H_{5})_{2}\ {\xrightarrow {}}\ Ge(C_{2}H_{5})_{4}+2ZnCl_{2}}}}
- Нагревание германия с хлористым этилом в присутствии меди:

{\displaystyle {\mathsf {Ge+4C_{2}H_{5}Cl+2Cu\ {\xrightarrow {}}\ Ge(C_{2}H_{5})_{4}+2CuCl_{2}}}}
- Действие реактива Гриньяра на хлорид германия(IV):

{\displaystyle {\mathsf {GeCl_{4}+4C_{2}H_{5}MgBr\ {\xrightarrow {}}\ Ge(C_{2}H_{5})_{4}+2MgCl_{2}+2MgBr_{2}}}}

## Физические свойства
Тетраэтилгерманий — бесцветная жидкость.